# Mieczysław Radwański
Mieczysław Radwański (ur. 29 maja 1881 w Przysietnicy, zm. 29 września 1944 w Warszawie) – polski przyrodnik i nauczyciel.

## Życiorys
Był synem Józefa, kierownika szkoły ludowej w Przysietnicy i Marii ze Starzeckich. W latach 1893–1901 uczył się w C. K. Gimnazjum w Sanoku, gdzie zdał egzamin dojrzałości. W latach 1901–1905 studiował nauki przyrodniczo-matematyczne na Wydziale Filozoficznym Uniwersytecie Jagiellońskim. Od 1907 pracował jako nauczyciel w Wyższym Gimnazjum I w Tarnowie, w latach 1912–1918 w Szkole Realnej w Żywcu. Po odzyskaniu niepodległości przez pół roku był nauczycielem Gimnazjum św. Marii Magdaleny w Poznaniu. 
We wrześniu 1919 został nauczycielem w Gimnazjum im. Stefana Batorego w Warszawie. W 1929 pełnił okresowo funkcję p.o. dyrektora szkoły, po odejściu pierwszego dyrektora Zdzisława Rudzkiego; objął to stanowisko ponownie w 1936, gdy kolejny dyrektor, Wiktor Ambroziewicz, został kuratorem Okręgu Szkolnego Warszawsko-Łódzkiego.
W czasie II wojny światowej zaangażował się w organizację tajnego nauczania na terenie Warszawy. Był dyrektorem tajnych kompletów I Państwowego Gimnazjum i Liceum im. Stefana Batorego.
W czasie powstania warszawskiego, ranny w płuco, zmarł 29 września 1944 w powstańczym szpitalu polowym przy ul. Chmielnej 20. W 1945 został pochowany w grobowcu rodzinnym na cmentarzu Powązkowskim w Warszawie (kwatera 107-3-30).
Nie założył rodziny. Miał trzech braci: Stanisława (1878–1939), Mariana (1879–1978) i Kazimierza (1890–1914).

## Ordery i odznaczenia
- Złoty Krzyż Zasługi (1936)[4]